# Нижний Тельман
Хутор Нижний Тельман, немецкое поселение основное в 1923, ранее назывался Блюмиленд (цветочное поле).
Хутор находился прямо под горой Лысой в долине, в сторону к Пятигорску.
В Нижнем Тельмана находились контора, клуб и мастерские. У людей были сады и виноградники. На поле выращивали зелень, овощи и фрукты. Продукция с хутора принципиально направлялась в Москву.
В 1963 году Нижний Тельман лично посетил Никита Хрущёв.
В начале 1965 по указу того же Хрущёва, хутор был объявлен неперспективным, людей принудительно расселили в Бородыновку, Лысогорскую и Верхний Тельман (ныне хутор имени Тельмана)
Хутор Верхний Тельман, который был вторым отделением Тельмана, в котором находилась начальная школа и почти весь скотный двор оставили.
Дома в 1965—1966 снесли бульдозерами, а оставшийся камень вывезли. Виноградники и сады вырубили. Последний дом снесли осенью 1967.